# Богатырёв, Александр Юрьевич

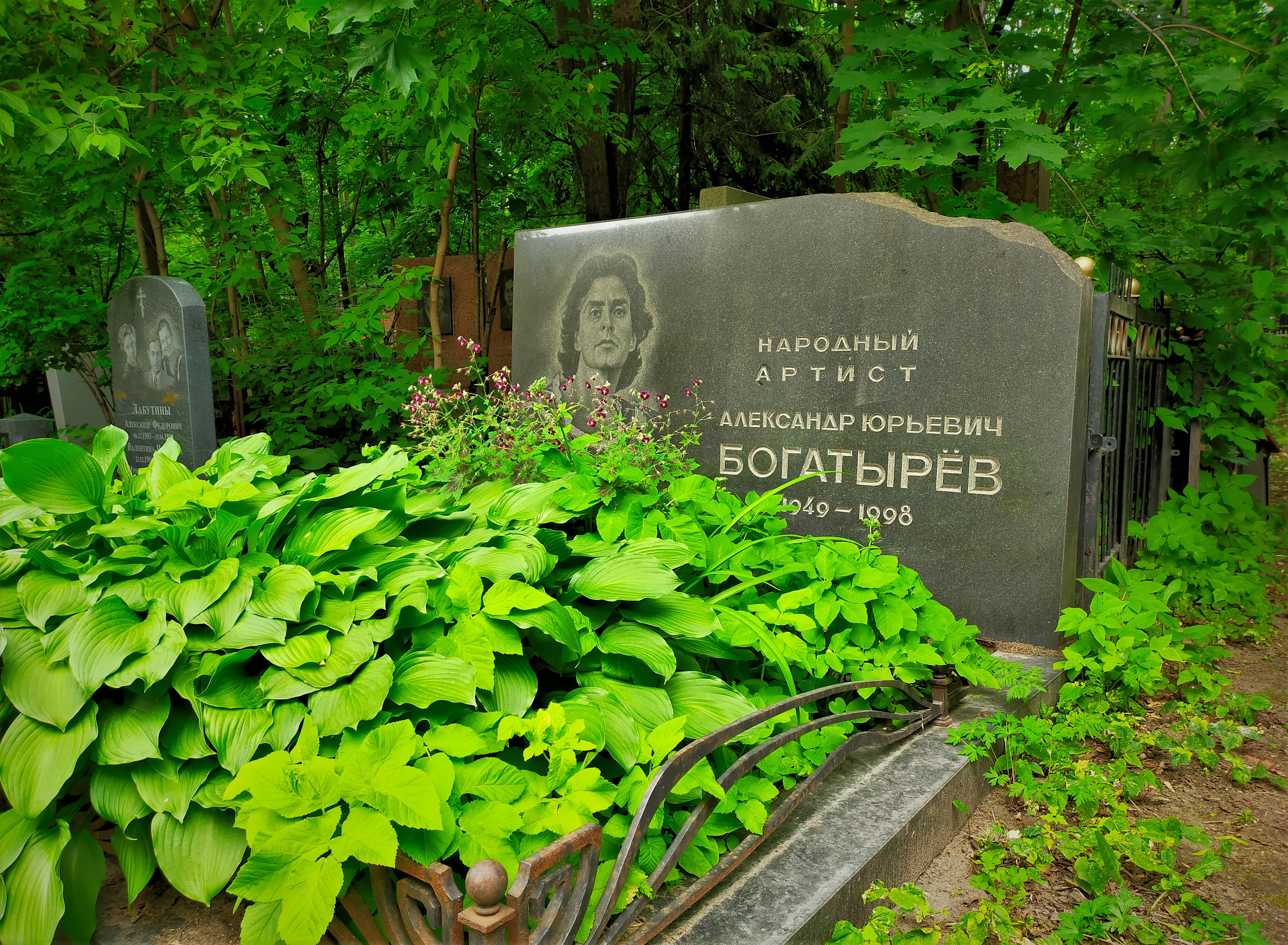
Могила А. Ю. Богатырёва на Введенском кладбище

Алекса́ндр Юрьевич Богатырёв (4 мая 1949, Таллин — 11 октября 1998, Москва) — советский и российский артист балета, премьер Большого театра, балетный педагог, заслуженный артист РСФСР (1976), народный артист РСФСР (1981).

## Биография
Родился в Таллине 4 мая 1949 года. До 1965 года учился в Таллинском хореографическом училище, затем в Москве, где в 1968 году окончил Московское хореографическое училище по классу профессора Петра Пестова, после чего ещё год занимался в классе усовершенствования.
В 1969—1989 был солистом балета Большого театра, где репетировал под руководством выдающегося педагога Алексея Варламова.
В 1978 году стал одним из первых исполнителей партии Ромео в постановке Юрия Григоровича в Опера де Пари, где его партнёршей была Наталья Бессмертнова. Танцовщик классического плана, обладавший романтичным обликом, он был надёжным партнёром почти всех выдающихся балерин своего времени — Майи Плисецкой, Раисы Стручковой, Нины Тимофеевой, Екатерины Максимовой, Надежды Павловой, Людмилы Семеняки, Нины Ананиашвили. Выступал в спектаклях Токио Балет и других зарубежных балетных трупп.
В 1986 году окончил педагогическое отделение кафедры хореографии ГИТИСа, где в 1986—1998 годы преподавал дуэтный танец (профессор с 1996 года). В 1989—1995 годы также преподавал классический и дуэтный танец в Германии, Японии, Англии, Бразилии и Южной Корее. С 1995 года — управляющий балетной труппой, в 1997—1998 — и. о. художественного руководителя балета Большого театра. В 1998 году стал инициатором создания Школы Большого Театра в Бразилии.
В ночь на 12 октября 1998 года у себя на даче скоропостижно скончался от инфаркта. Похоронен на Введенском кладбище (уч. 3).

### Семья
Жена — Галина Кравченко (1945—2018), характерная солистка балета Большого театра (1964—1985), педагог мимического ансамбля (1999 – 2001). С 2001 года – педагог и хореограф Школы балета Большого театра в бразильском городе Жоинвили. Скончалась от онкологического заболевания и похоронена по воле сына в бразильском городе Жоинвили.
- Сын — Владимир Александрович Богатырев (род. 1991). С 2001 года проживает в Бразилии.

## Репертуар вБольшом театре(основные партии)
- 1969 — «Раймонда», хореография Мариуса Петипа, редакция Леонида Лавровского — Гран па
- 1969 — «Бахчисарайский фонтан», хореография Ростислава Захарова — Вацлав
- 1971 — «Икар», балетмейстер Владимир Васильев — Юноша — первый исполнитель
- 1972 — «Жизель», редакция Леонида Лавровского — Альберт
- 1972 — «Лебединое озеро», редакция Асафа Мессерера — Зигфрид
- 1973 — «Легенда о любви», балетмейстер Юрий Григорович — Ферхад
- 1974 — «Спящая красавица», редакция Юрия Григоровича — Принц Дезире
- 1974 — «Лебединое озеро», редакция Юрия Григоровича — Принц Зигфрид
- 1976 — «Шопениана», хореография Михаила Фокина — Юноша
- 1977 — «Икар», балетмейстер Владимир Васильев — Икар
- 1979 — «Ромео и Джульетта», балетмейстер Юрий Григорович — Ромео
- 1979 — «Эти чарующие звуки», балетмейстер Владимир Васильев — Солист
- 1980 — «Чайка», балетмейстер Майя Плисецкая — Треплев — первый исполнитель
- 1981 — картина «Тени» из балета «Баядерка», хореография Мариуса Петипа — Солор
- 1982 — «Иван Грозный», балетмейстер Юрий Григорович — Курбский
- 1984 — «Раймонда», редакция Юрия Григоровича — Жан де Бриен — первый исполнитель
- 1987 — «Анюта», балетмейстер Владимир Васильев — Студент

## Фильмография
- 1967, 1969, 1971 — «Основы классического танца» (Центрнаучфильм)
- 1970 — «Озорные частушки» (фильм-балет)
- 1976 — «Лебединое озеро» — Принц Зигфрид (партнёрша Майя Плисецкая)
- 1976 — «Мама»
- 1977 — «Шопениана» — Юноша (партнёрша Наталья Бессмертнова)
- 1980 — «Большой балет» (фильм-концерт)
- 1981 — «Эти чарующие звуки» — Солист
- 1983 — «Лебединое озеро» — Принц Зигфрид (партнёрша Наталья Бессмертнова)
- 1992 — «Лебединое озеро» — Принц Зигфрид (партнёрши Надежда Павлова и Любовь Кунакова)
- 2009 — «Чайка / The Seagull» — Треплев (запись 1980 года)

## Звания и награды
- 1967 — Лауреат Премии имени Вацлава Нижинского Парижской академии танца
- 1969 — Лауреат Международного конкурса артистов балета в Москве — III премия и Бронзовая медаль[5]
- 1976 — Лауреат Международного конкурса артистов балета в Токио — I премия
- 1976 — Заслуженный артист РСФСР
- 1979 — Лауреат Премии Ленинского комсомола
- 1981 — Народный артист РСФСР